# Plexippus petersi
Plexippus petersi là một loài nhện trong họ Salticidae.
Loài này thuộc chi Plexippus. Plexippus petersi được Ferdinand Karsch miêu tả năm 1878.